# Église Saint-Pierre-aux-Liens de Varenne-l'Arconce
L'église Saint-Pierre-aux-Liens est une église romane du XIIe siècle située sur le territoire de la commune de Varenne-l'Arconce dans le Brionnais, département de Saône-et-Loire en région Bourgogne-Franche-Comté.
L'église a fait l'objet d'un classement au titre des monuments historiques en 1889.
Elle est également répertoriée dans le réseau de la Fédération Européenne des Sites Clunisiens.
Elle compte parmi les 9 églises romanes majeures du Brionnais qui en compte une trentaine.

## Historique
L'église date du début du XIIe siècle. Elle aurait été construite vers 1120 sur l'emplacement d'une église antérieure.
À l'époque, elle faisait partie d'un ensemble monastique rattaché à l'Abbaye aux Dames de Marcigny, créé en 1054 pour les dames de la noblesse par Hugues de Semur, 6e abbé de Cluny. 
Nous n'avons aucune source sur l'église de Varenne durant la Révolution. Toutefois en 1801, lors de la signature du concordat, pour l'installation du nouveau curé concordataire, l'église est décrite comme « belle, vaste et en bon état ».

## Travaux de restauration

### Travaux duXIXesiècle

#### Premiers travaux connus de restauration
En 1837, le clocher fut consolidé. Cette consolidation a dû se faire dans le cadre d'un programme de remise en état de l'église, avec entre autres l'ajout de l'autel majeur en 1828, et des deux autels annexes, sans doute contemporains.
En 1874, le conseil municipal de Varenne décide de mettre en place un nouveau programme de consolidation de l'église, achevé en 1876.

#### Projet Selmersheim
En 1880, l'architecte Paul Selmersheim lance le projet ambitieux de rénovation et d'embellissement :
- Démolition/reconstruction :
  - Des éperons du bas-côté
  - Du cœur
  - Du transept
- Reprise des soubassements
- Abaissement des combles
- Réparation des couvertures
- Réfection des appuis des fenêtres
- Restauration du clocher
- Création d'un nouvel étage au clocher.

C'est ce grand projet que l'on voit dessiné en salle du Conseil municipal.
En 1884, l'enveloppe consacrée à la restauration de l'église est consommée, une nouvelle est alors débloquée pour terminer l'ensemble des travaux à réaliser, notamment la toiture et les joints des murs.
Le troisième étage du clocher ne verra finalement pas le jour, la solidité de la tour laissant à désirer. L'argent qui était dévolu à son élévation, légué par un ancien curé de Varenne, sera finalement utilisé pour élever l'escalier en colimaçons utile pour se rendre au clocher lors de cette ultime phase de travaux.
En 1889, l'église de Varenne-l'Arconce est classée aux monuments historiques.

### Travaux duXXesiècle
Il faudra ensuite attendre 1966 puis 1972 pour entamer de nouveaux travaux de couvertures.
Le 3 mars 1995 est créée un association afin d'aider la commune à sauvegarder puis restaurer l'église : l'Association pour la sauvegarde de l'église de Varenne-l'Arconce (ASEVA).
Enfin en 1996, de grands travaux d'assainissement sont entrepris, accompagnés de la restauration des joints de l'église et de rénovation des toits, qui permettent à l'église de Varenne-l'Arconce de connaître sa configuration extérieure actuelle.
À cette occasion, lors de fouilles de drainages extérieurs, des fondations de l'église primitive furent découvertes en zone sud, ainsi que des tombes médiévales entourant l'église actuelle.

### Travaux duXXIesiècle
En 2013, la cloche du XVIe siècle, endommagée aux points de frappe, a été restaurée. Sa demande de classement a donné lieu à son inscription aux monuments historiques en date du 27 mai 2019.
En 2015, des travaux de conservations ont été réalisés sur la statuaire en bois polychromé : soit le grand Christ roman, les cinq statues de saints du XVIe siècle.
En 2017, c'est la restauration complète du Christ roman qui a été menée à bien.
L'étude diagnostique, élaborée également en 2017, par l'architecte en chef des monuments historiques, Frédéric Didier, a été suivie en 2020 du projet définitif de restauration accepté par la Direction régionale des Affaires culturelles de Bourgogne Franche Comté en septembre 2020.
Il est prévu trois tranches de travaux. La première concerne le chœur avec mise au jour et restauration des peintures murales médiévales, la seconde le transept, la troisième les nefs. La première tranche est engagée en juin 2023.
L'ensemble de ce programme a été financé avec le concours de la Direction des Affaires Culturelles de Bourgogne Franche Comté, la Région de Bourgogne Franche Comté, le département de Saône-et-Loire, la Fondation du patrimoine Fondation du patrimoine, la Mission Stéphane Berne et l'Association pour la sauvegarde de l'église de Varenne-l'Arconce (ASEVA).

## Architecture

### Façade occidentale
La façade occidentale tripartite présente une travée centrale en saillie (avant-corps) et des travées latérales en retrait (les arrière-corps).
La travée centrale est structurée verticalement en trois registres.
Le registre inférieur est orné d'un beau portail cintré entouré d'une paire de colonnes et dont l'arc présente une archivolte à multiples rouleaux dont l'extrados est orné d'une frise en damier.
Le registre médian est cantonné aux extrémités de pilastres cannelés et est à son tour compartimenté en trois par des colonnes engagées. Sa partie centrale est occupée par une baie cintrée à double ébrasement tandis que ses parties latérales sont ornées de bandes lombardes.
Enfin, le registre supérieur de la travée centrale est simplement percé d'une petite baie cintrée surmontée d'un larmier en saillie.
Quant aux travées latérales de la façade occidentale, soutenues par de puissants contreforts, elles ne présentent aucun ornement si ce n'est deux baies cintrées chacune.

### Façade méridionale
La  façade méridionale présente un remarquable portail sud aux piédroits harpés surmonté d'un fin linteau sculpté, d'un tympan sculpté représentant l'agneau pascal, d'une archivolte sculptée de cinq fleurons et d'un larmier.

### Clocher
La croisée du transept est surmontée d'un élégant clocher roman carré orné sur chaque face de deux baies cintrées simples à l'avant-dernier étage et de deux paires de baies géminées au dernier étage. Les baies géminées du dernier niveau sont séparées par des colonnettes doubles.

### Chevet
À l'est, l'église se termine par  un chevet composé d'une abside semi-circulaire rythmée par de puissants contreforts.
La travée de chœur et les bras du transept sont mis en valeur par leurs pignons surhaussées.

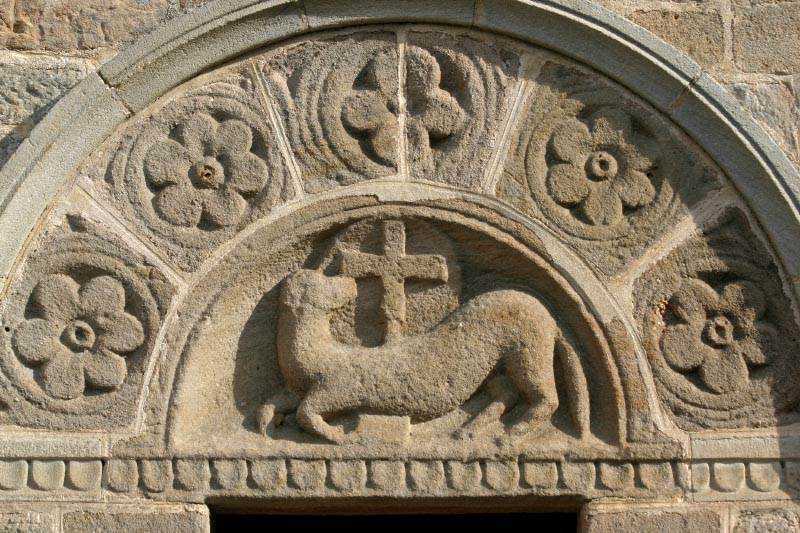
Portail sud
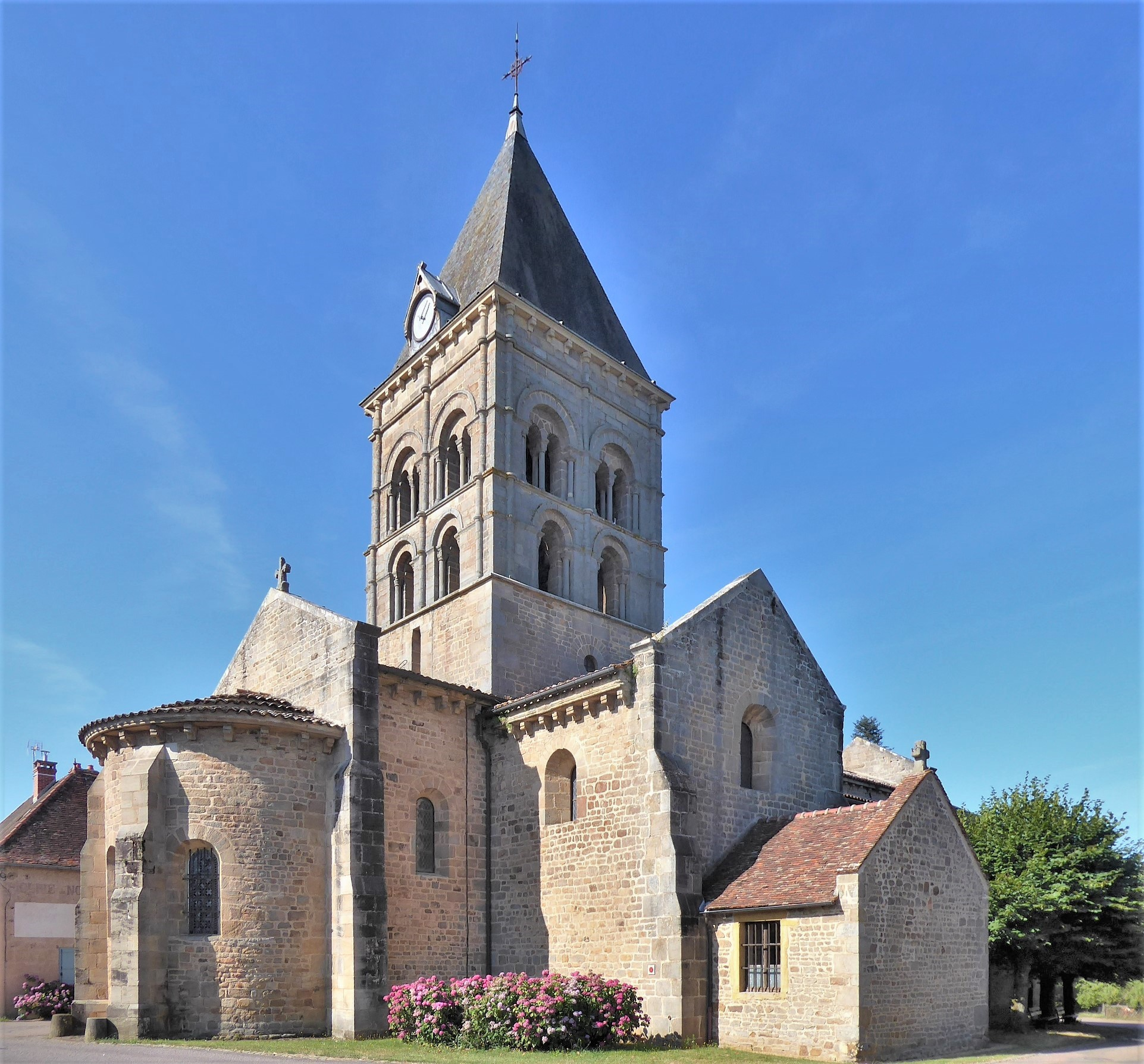
Vue générale

## Objets mobiliers

### Statuaire de l'église Saint-Pierre-aux-Liens
L'église de Varenne possède une statuaire en bois polychrome constituée d'un grand Christ en crucifixion et de cinq statues de moindres dimensions.

#### Christ en crucifixion.
Il s'agit d'un grand Christ en bois polychromé datant de la fin du XIe siècle ou du début du XIIe siècle. Il mesure 1,75 m de hauteur et 1,62 m de largeur. Il a été entièrement restauré en 2017.
La restauration a fait apparaître cinq couches de repeints. Compte tenu des sondages réalisés, il a été retenu de conserver le repeint du XVIIIe siècle sur les carnations et de mettre au jour la couche d'origine du XIe – XIIe siècle sur le périzonium. Cela a permis de révéler un magnifique décor de chevrons de rouge et bleu alterné.
Dans sa thèse soutenue en à l'université de Bourgogne en 2013, Nadia Bertoni, docteur en histoire de l'art, ramène la datation de ce Christ au XIe siècle ou au plus tard au tout début du XIIe siècle, soit à l'époque de construction de l'église. Cette nouvelle datation a été confirmée  par datation au carbone 14 dans le cadre de la restauration.
Le christ roman de Varenne-l'Arconce, classé au titre des Monuments historiques le 18 novembre 1970, est actuellement exposé au musée du Hiéron, à Paray-le-Monial, dans l'attente de sa réinsertion dans l'église après restauration de l'intérieur du bâtiment.

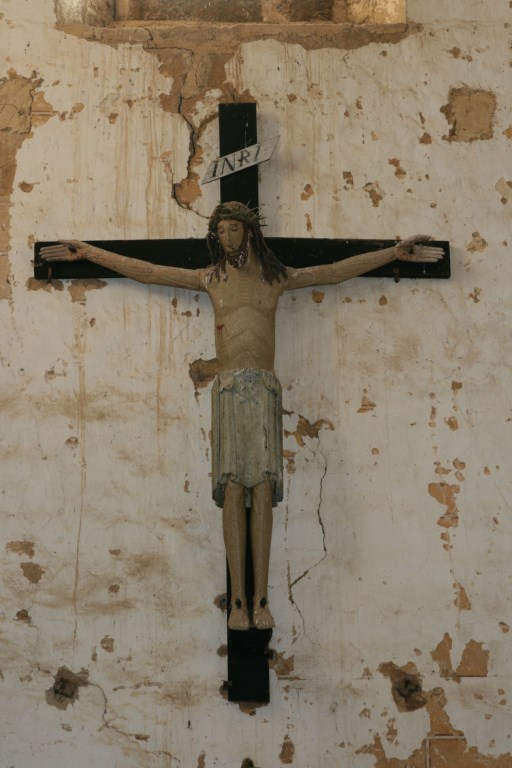
Avant restauration.

#### Statues de saint Roch, saint Cosme et saint Antoine
Les statues de saint Roch et saint Cosme sont classées au titre d'objet des Monuments historiques,. Celle de saint Antoine est inscrite à l'inventaire supplémentaire.
Elles sont toutes trois datées du XVIe siècle.

#### Statues desaint Denisetsaint Sébastien.
Ces deux statues de bois polychrome du XVIe siècle ne sont ni classées ni inscrites.

### Cloche de 1533 dédiée à sainte Barbara
L'église contient une cloche dont la dédicace, en lettres gothiques, indique 1533 comme date de création. Elle porte le nom de sainte Barbara.
Dédicace gothique :
Lan   M  V C  XXXIII  je  fut   faitte  et  fut  nome  sancta  Barbara  ora  pro  nobis  
Traduction :
L'an  1533  je  fus  faite  et  nommée  sainte Barbara.  Prie pour  nous.
Cette cloche est la seule rescapée des quatre cloches répertoriées d'après le procès-verbal de la visite pastorale de 1729.
Après le décret du 22 avril 1792 qui ordonnait que « chaque commune ait la faculté de conserver une cloche qui serve de timbre à son horloge », dénommée la « cloche civique ».
Fragilisée à ses points de frappe et risquant la cassure, la restauration de la cloche est réalisée en 2013. Son inscription à l'inventaire des Monuments historiques a été actée en 2019